# Adnane El Ouardy
Adnane El Ouardy, né le 28 février 1994 à Fès, est un footballeur marocain évoluant au poste d'attaquant au DH El Jadida.

## Biographie
Il joue trois matchs en Ligue des champions d'Afrique avec le club de l'Olympique de Khouribga.